# Zygia cauliflora
Zygia cauliflora  es una especie de plantas fanerógamas perteneciente a la familia de las leguminosas (Fabaceae).

## Descripción
Son árboles, que alcanzan un tamaño de hasta 6–7 m de alto; con ramas y tallos ferrugíneo- o amarillo-hirsutos, glabrescentes. Hojas de hasta 5.5 cm de largo, pinnas 2–3 (–7) cm de largo, hispídulas; folíolos 5–7 por pinna, elípticos o ampliamente elípticos, (1–) 1.5–4 (–6) cm de largo y 2–3 cm de ancho, ápice agudo, base ligeramente oblicua, glabros excepto estrigulosos sobre los nervios del envés, nervadura broquidódroma, nervio principal central, una glándula circular entre cada par de folíolos, ca 0.3 mm de diámetro; pecíolos 3 mm de largo, hirsútulos o hispídulos, con una glándula entre el par de pinnas, circular, de 2 mm de diámetro, estípulas triangulares, 2–3 mm de largo, estriadas, fugaces. Inflorescencias capítulos caulifloros, sésiles o casi sésiles, capítulos 1.5–1.8 cm de diámetro, bráctea floral triangular, 0.5 mm de largo, pubescente, flores blanquecinas; cáliz campanulado, 0.5–1 mm de largo, con 5 lobos asimétricos, 2 de ellos más largos, corola tubular en la base, campanulada hacia el ápice, 5.5 mm de largo, 5-lobada en 1/5 de su longitud, estriada; tubo estaminal exerto, 6.6 mm de largo; ovario 1.5 mm de largo, estriguloso, sésil; nectario intrastaminal 0.5 mm de largo. Fruto plano o ligeramente enrollado, hasta 10 (–13) cm de largo y 1.5 cm de ancho, dehiscente, las valvas cartáceas, café obscuras, glabras, márgenes generalmente no constrictos, sésil; semillas generalmente 8, ampliamente elípticas, 9 mm de largo, 6–7 mm de ancho y 3 mm de grueso.

## Distribución en hábitat
Es una especie escasa, se encuentra en los márgenes de ríos, sur de la zona atlántica; 0–120 m; desde el sureste de México a Argentina.

## Taxonomía
Zygia cauliflora fue descrita por (Willd.) Killip y publicado en Tropical Woods 63: 6. 1940.
Sinonimia
- Feuilleea cauliflora (Willd.) Kuntze
- Inga cauliflora Willd. basónimo
- Inga ramiflora Steud.
- Mimosa cauliflora (Willd.) Poir.
- Pithecellobium cauliflorum (Willd.) C.Mart.
- Pithecellobium cauliflorum Mart.
- Pithecellobium glabratum C.Mart.
- Pithecellobium stipulare Benth.
- Pithecolobium cauliflorum Mart.
- Zygia latifolia var. communis Barneby & J.W.Grimes
- Zygia stipularis (Benth.) L.Rico[2]